# Zbiorowość terytorialna
Zbiorowość terytorialna – typ zbiorowości społecznej zamieszkującej względnie trwale dany, ograniczony obszar, np. wieś, miasto czy osiedle, wyodrębniona ze względu na pewne cechy społeczno-demograficzne. 
Na obszarach miejskich zbiorowość terytorialna jest zazwyczaj bardziej heterogeniczna niż np. zbiorowość wiejska.